# Comité Paralímpico Nacional de San Vicente y las Granadinas
El Comité Paralímpico Nacional de San Vicente y las Granadinas es el comité paralímpico nacional que representa a San Vicente y las Granadinas. Esta organización es la responsable de las actividades deportivas paralímpicas en el país. Es miembro del Comité Paralímpico Internacional y del Comité Paralímpico de las Américas.